# Медаль Альберта (Королівське товариство мистецтв)
Меда́ль Альбе́рта (англ. The Albert Medal of the Royal Society of Arts) — щорічна наукова нагорода Королівського товариства мистецтв. Запроваджена у 1863 році на честь принца Альберта. Медаллю нагороджують людей будь-якої національності за видатні заслуги у просуванні мистецтв, виробництва і торгівлі. При цьому пріоритет в останні роки віддається людям, що зробили внесок в оновлення суспільства. Медаллю нагороджено 18 лауреатів Нобелівської премії.

## Лауреати
- 1864: Роуленд Гілл[en]
- 1865: Наполеон III Бонапарт
- 1866: Майкл Фарадей
- 1867: Вільям Фотергілл Кук[en] і Чарльз Вітстон
- 1868: Джозеф Вітворт
- 1869: Юстус фон Лібіх
- 1870: Фердинанд де Лессепс
- 1871: Генрі Коул
- 1872: Генрі Бессемер
- 1873: Мішель-Ежен Шеврель
- 1874: Карл Вільгельм Сіменс
- 1875: Мішель Шевальє[en]
- 1876: Джордж Бідделл Ері
- 1877: Жан-Батист Дюма
- 1878: Вільям Джордж Армстронг
- 1879: Вільям Томсон
- 1880: Джеймс Прескотт Джоуль
- 1881: Август Вільгельм фон Гофман
- 1882: Луї Пастер
- 1883: Джозеф Долтон Гукер
- 1884: Джеймс Б'юкенен Ідс[en]
- 1885: Генрі Доултон[en]
- 1886: Семюель Лістер[en]
- 1887: Вікторія (королева Великої Британії)
- 1888: Герман фон Гельмгольц
- 1889: Джон Персі[en]
- 1890: Вільям Генрі Перкін (старший)
- 1891: Фредерік Август Абель
- 1892: Томас Алва Едісон
- 1893: Джон Беннет Лоуз[en] і Джозеф Генрі Гілберт[en]
- 1894: Джозеф Лістер
- 1895: Ісаак Лотіан Белл
- 1896: Девід Едвард Г'юз
- 1897: Джордж Джеймс Саймонс[en]
- 1898: Роберт Вільгельм Бунзен
- 1899: Вільям Крукс
- 1900: Генрі Вайлд[en]
- 1901: Едуард VII
- 1902: Александер Грем Белл
- 1903: Чарльз Август Гартлі[en]
- 1904: Волтер Крейн
- 1905:  Джон Вільям Стретт (лорд Релей)
- 1906: Джозеф Вілсон Свон
- 1907: Евелін Берінг, 1-й граф Кроумер
- 1908: Джеймс Дьюар
- 1909: Ендрю Нобл, 1-й баронет[en]
- 1910:   Марія Склодовська-Кюрі
- 1911: Чарлз Алджернон Парсонс
- 1912: Дональд Сміт, 1-й барон Страткона[en]
- 1913: Георг V
- 1914:  Гульєльмо Марконі
- 1915:  Джозеф Джон Томсон
- 1916:  Мечников Ілля Ілліч
- 1917: Орвілл Райт
- 1918: Річард Глейзбрук
- 1919: Олівер Лодж
- 1920:  Альберт Абрагам Майкельсон
- 1921: Джон Амброз Флемінг
- 1922: Дугальд Клерк[en]
- 1923: Девід Брюс і  Рональд Росс
- 1924: Принц Уельський (згодом Едуард VIII)
- 1925: Девід Прейн
- 1926:  Поль Сабатьє
- 1927: Астон Вебб
- 1928:  Ернест Резерфорд
- 1929: Джеймс Альфред Юїнг[en]
- 1930: Генрі Едвард Армстронг
- 1931: Артур Вільям Патрик Альберт
- 1932: Френк Бренгвін
- 1933: Вільям Ллевеллін[en]
- 1934:  Фредерик Гоуленд Гопкінс
- 1935: Роберт Еббот Гадфілд
- 1936: Едвард Стенлі, 17-й граф Дербі[en]
- 1937: Вільям Річард Морріс[en]
- 1938: Марія Текська
- 1939: Томас Генрі Голланд
- 1940: John Alexander Milne
- 1941: Франклін Делано Рузвельт
- 1942: Ян Смутс
- 1943: Едвард Джон Рассел[en]
- 1944: Генрі Тізард[en]
- 1945:  Вінстон Черчилль
- 1946:  Александер Флемінг і  Говард Волтер Флорі
- 1947:  Роберт Робінсон
- 1948: Вільям Рейд Дік[en]
- 1949: Джайлс Гілберт Скотт[en]
- 1950:  Едвард Віктор Епплтон
- 1951: Георг VI
- 1952: Френк Віттл
- 1953:  Едгар Дуглас Едріан
- 1954: Емброз Гел[en]
- 1955: Ральф Воан-Вільямс
- 1956:  Генрі Дейл
- 1957: Крістофер Гінтон[en]
- 1958: Єлизавета II
- 1959: Вінсент Мессей
- 1960: Фредерик Гендлі Пейдж[en]
- 1961: Вальтер Ґропіус
- 1962: Гордон Расселл[en]
- 1963: Філіп, герцог Единбурзький
- 1964: Нінетт де Валуа
- 1965: Леон Багріт
- 1966: Крістофер Кокерелл
- 1967: Едвард Робертс Льюїс[en]
- 1968: Барнс Волліс
- 1969: Аллен Лейн
- 1970: Пітер Скотт
- 1971: Вільям Глок[en]
- 1972: Джордж Едвардс[en]
- 1973: Джон Бетчеман
- 1974: Єлизавета Боуз-Лайон
- 1975: Ніколаус Певзнер
- 1976: Лоуренс Олів'є
- 1977: Альфред Робенс[en]
- 1978: Джон Чарнлі
- 1979: Роберт Маєр[en]
- 1980: Барбара Ворд[en]
- 1981: Ієгуді Менухін
- 1982: Моріта Акіо
- 1983: Арнольд Александер Голл[en]
- 1984: Г'ю Максвелл Кассон[en]
- 1985: Чарльз, принц Уельський
- 1986: Аластер Пілкінгтон[en]
- 1987:  Френсіс Крік
- 1988: Шрідат Рампал
- 1989: Джон Сейнсбері[en]
- 1990: Джонатан Міллер[en]
- 1991: Ненсі Сір[en]
- 1992: Майкл Янг[en]
- 1993: Пол Гемлін[en]
- 1994: Sir Ernest Hall
- 1995: Адріан Кедбері[en]
- 1996: Клаус Мозер[en]
- 1997: Саймон Реттл
- 1998: Мері Ворнок, баронеса Ворнок
- 1999: Стівен Гокінг
- 2000: Анна (принцеса Великої Британії)
- 2001: Мері Робінсон
- 2002: Тім Бернерс-Лі
- 2003: Тім Сміт[en]
- 2004: Каран Біліморія[en]
- 2005: Ґру Гарлем Брунтланн
- 2008: Саймон Даффі[en]
- 2009: Зарін Карас[en]
- 2010: Джеремі Деллер[en]
- 2011: Альбіна Руїс
- 2013: Selwyn Image
- 2014: Jos de Blok
- 2015: James Timpson
- 2016: Пітер Тетчелл[en]
- 2017: Робін Мюррей[en]
- 2018: Neil Jameson
- 2019: Пол Сінтон-Г'юїтт[en]
- 2021: Сара Гілберт